# بنة سوختة (الريف الغربي)
بنة سوختة (بالفارسية: بنه سوخته) هي منطقة سكنية تقع في إيران في قسم الريف الغربي الريفي. يقدر عدد سكانها بـ 400 نسمة بحسب إحصاء 2016.